# Flota de American Airlines
American Airlines opera 957 aviones, la flota de aerolíneas privadas más grandes del mundo. Opera principalmente una combinación de aviones de fuselaje estrecho y ancho de Boeing y de Airbus, American se encuentra actualmente en el proceso de la renovación de flota más grande de su historia, con casi 200 aviones restantes bajo pedido de Airbus y Boeing. American es el mayor operador de la familia Airbus A320 del mundo. Opera la mayor flota de aviones A319 y A321 del mundo.

## Flota actual
A febrero de 2024, la flota de American Airlines consiste en los siguientes aviones, con una edad media de 13.2 años:
| Avión            | En servicio | Órdenes | Pasajeros | Pasajeros | Pasajeros | Pasajeros | Pasajeros | Pasajeros | Notas                                                                         |
| Avión            | En servicio | Órdenes | F         | J         | W         | Y+        | Y         | Total     | Notas                                                                         |
| ---------------- | ----------- | ------- | --------- | --------- | --------- | --------- | --------- | --------- | ----------------------------------------------------------------------------- |
| Airbus A319-100  | 133         | —       | 8         | —         | —         | 24        | 96        | 128       |                                                                               |
| Airbus A319-100  | 133         | —       | 12        | —         | —         | 24        | 96        | 132       | 32 aviones a ser modernizados.                                                |
| Airbus A320-200  | 48          | —       | 12        | —         | —         | 18        | 120       | 150       |                                                                               |
| Airbus A321-200  | 202         | —       | 20        | —         | —         | 35        | 135       | 190       |                                                                               |
| Airbus A321-200  | 16          | —       | 10        | 20        | —         | 36        | 36        | 102       | Configuración transcontinental. A ser modernizados en configuración estándar. |
| Airbus A321neo   | 70          | 10      | 20        | —         | —         | 47        | 129       | 196       | Los pedidos son aviones usados comprados a Alaska Airlines.                   |
| Airbus A321XLR   | —           | 50      | —         | 20        | 12        | 123       | 123       | 155       | Las entregas inician en 2024.                                                 |
| Boeing 737-800   | 303         | —       | 16        | —         | —         | 24        | 132       | 172       |                                                                               |
| Boeing 737 MAX 8 | 59          | 71      | 16        | —         | —         | 24        | 132       | 172       |                                                                               |
| Boeing 777-200ER | 47          | —       | —         | 37        | 24        | 66        | 146       | 273       |                                                                               |
| Boeing 777-300ER | 20          | —       | 8         | 52        | 28        | 28        | 188       | 304       |                                                                               |
| Boeing 777-300ER | 20          | —       | —         | 70        | 44        | ASA       | ASA       | ASA       | La modernización comienza en 2024.                                            |
| Boeing 787-8     | 37          | —       | —         | 20        | 28        | 48        | 138       | 234       | Más grande operador.                                                          |
| Boeing 787-9     | 22          | —       | —         | 30        | 21        | 27        | 207       | 285       |                                                                               |
| Boeing 787-9     | —           | 30      | —         | 51        | 32        | 18        | 143       | 244       | Las entregas inician en 2024.                                                 |
| Total            | 957         | 161     |           |           |           |           |           |           |                                                                               |

## Aeronaves previamente operadas
| Aeronave                    | Total              | Introducido        | Retirado           | Notas | Referencias        |
| Aviones a reacción          | Aviones a reacción | Aviones a reacción | Aviones a reacción | Aviones a reacción | Aviones a reacción |
| --------------------------- | ------------------ | ------------------ | ------------------ | --- | ------------------ |
| Airbus A300B4-600R          | 35                 | 1988               | 2009               | Uno se estrelló en el Vuelo 587 de American Airlines | [ 11 ]             |
| Airbus A330-200             | 15                 | 2013               | 2020               | Antigua flota de US Airways. Se jubilaron anticipadamente debido a la Pandemia de COVID-19. | [ 12 ]             |
| Airbus A330-300             | 9                  | 2013               | 2020               | Antigua flota de US Airways. Se jubilaron anticipadamente debido a la Pandemia de COVID-19. | [ 13 ] [ 14 ]      |
| BAe 146-100                 | 1                  | 1987               | 1988               | Antigua flota de AirCal | [ 15 ]             |
| BAe 146-200                 | 7                  | 1988               | 1994               | Antigua flota de AirCal | [ 15 ]             |
| BAC 111-401AK               | 30                 | 1963               | 1972               | | [ 16 ]             |
| Boeing 707-120B             | 56                 | 1959               | 1979               | |                    |
| Boeing 707-320B             | 10                 | 1967               | 1981               | | [ 17 ] [ 18 ]      |
| Boeing 707-320C             | 34                 | 1963               | 1981               | | [ 19 ]             |
| Boeing 717-200              | 29                 | 2001               | 2003               | Antigua flota de Trans World Airlines. | [ 20 ]             |
| Boeing 720B                 | 25                 | 1961               | 1975               | | [ 21 ]             |
| Boeing 727-100              | 59                 | 1964               | 1994               | |                    |
| Boeing 727-200              | 125                | 1968               | 2002               | | [ 22 ]             |
| Boeing 737-100              | 2                  | 1987               | 1990               | Antigua flota de AirCal. | [ 23 ]             |
| Boeing 737-200              | 21                 | 1987               | 1991               | Antigua flota de AirCal. | [ 24 ]             |
| Boeing 737-300              | 8                  | 1987               | 1992               | Antigua flota de AirCal. | [ 25 ]             |
| Boeing 737-400              | 14                 | 2013               | 2015               | Antigua flota de US Airways. |                    |
| Boeing 747-100              | 9                  | 1970               | 1985               | |                    |
| Boeing 747-100SF            | 7                  | 1976               | 1989               | | [ 19 ]             |
| Boeing 747-200C             | 1                  | 1984               | 1984               | Arrendado a World Airways | [ 26 ]             |
| Boeing 747SP                | 2                  | 1986               | 1994               | | [ 27 ]             |
| Boeing 757-200              | 177                | 1989               | 2020               | Se jubilaron anticipadamente debido a la Pandemia de COVID-19. Uno se estrelló en el Vuelo 965 de American Airlines. Otro fue secuestrado y se estrelló contra el Pentágono como el Vuelo 77 de American Airlines, como parte de los Atentados del 11 de septiembre de 2001 | [ 14 ]             |
| Boeing 767-200              | 11                 | 1982               | 2008               | | [ 28 ]             |
| Boeing 767-200ER            | 29                 | 1984               | 2015               | Uno fue secuestrado y se estrelló contra la Torre Norte del World Trade Center como el Vuelo 11 de American Airlines, como parte de los Atentados del 11 de septiembre de 2001                                                                                              | [ 28 ]             |
| Boeing 767-300ER            | 67                 | 1988               | 2020               | Se jubilaron anticipadamente debido a la Pandemia de COVID-19 Uno dañado como el Vuelo 383 de American Airlines | [ 14 ]             |
| Convair 990                 | 20                 | 1962               | 1967               | |                    |
| Douglas DC-8-54CF           | 2                  | 1971               | 1972               | Antigua flota de Trans Caribbean Airways. |                    |
| Douglas DC-8-55CF           | 1                  | 1972               | 1972               | Antigua flota de Trans Caribbean Airways. |                    |
| Douglas DC-8-61CF           | 3                  | 1971               | 1971               | Antigua flota de Trans Caribbean Airways. |                    |
| Embraer E190                | 20                 | 2013               | 2020               | Antigua flota de US Airways. Se jubiló anticipadamente debido a la Pandemia de COVID-19. | [ 14 ]             |
| Fokker 100                  | 75                 | 1991               | 2004               | | [ 29 ]             |
| McDonnell Douglas DC-10-10  | 55                 | 1971               | 2000               | Uno dañado como el Vuelo 96 de American Airlines. Uno se estrelló como el Vuelo 191 de American Airlines. | [ 30 ]             |
| McDonnell Douglas DC-10-30  | 11                 | 1981               | 2000               | Todos comprados usados de varias otras aerolíneas | [ 31 ]             |
| McDonnell Douglas MD-11     | 19                 | 1991               | 2002               | | [ 32 ]             |
| McDonnell Douglas MD-81     | 8                  | 2001               | 2011               | Antigua flota de Trans World Airlines. | [ 33 ]             |
| McDonnell Douglas MD-82     | 270                | 1983               | 2019               | Uno se estrelló como el Vuelo 1420 de American Airlines. Uno donado a la Universidad de Lewis en 2019. | [ 34 ]             |
| McDonnell Douglas MD-83     | 108                | 1987               | 2019               | Uno donado al Career Technology Center en 2019. | [ 34 ]             |
| McDonnell Douglas MD-87     | 5                  | 1999               | 2003               | Antigua flota de Reno Air. | [ 35 ]             |
| McDonnell Douglas MD-90     | 5                  | 1999               | 2005               | Antigua flota de Reno Air. | [ 36 ]             |
| Aviones de hélice           |                    |                    |                    | |                    |
| Convair CV-240              | 80                 | 1948               |                    | |                    |
| Convair CV-440 Metropolitan | 5                  | 1976               |                    | Operado por American Inter-Island Airlines para vuelos en las Islas Vírgenes de los Estados Unidos | [ 37 ]             |
| Douglas DC-2                | 16                 | 1934               |                    | |                    |
| Douglas DC-3                | 113                | 1936               | 1955               | |                    |
| Douglas DC-4                | 53                 | 1946               | 1958               | |                    |
| Douglas DC-6                | 88                 | 1946               | 1966               | |                    |
| Douglas DC-7                | 58                 | 1953               | 1967               | |                    |
| Lockheed L-188A Electra     | 35                 | 1959               | 1968               | |                    |